# Mejan Dam
Mejan Dam és una resclosa a 17 km de Bhilwara, al districte de Bhilwara al Rajasthan.
És el principal lloc d'esbarjo dels habitants de la ciutat i al mateix temps la reserva essencial d'aigua per subministrament a Bhilwara; és especialment agradable en temps de pluja, quan està ple; hi ha un restaurant amb piscina per canalla i llocs preparats per pícnis.